# Montesquiu
Montesquiu é um município da Espanha na comarca de Osona, província de Barcelona, comunidade autónoma da Catalunha. Tem 4,9 km² de área e em 2021 tinha 1 048 habitantes (densidade: 213,9 hab./km²).

## Demografia
| Variação demográfica do município entre 1991 e 2004[carece de fontes?] | Variação demográfica do município entre 1991 e 2004[carece de fontes?] | Variação demográfica do município entre 1991 e 2004[carece de fontes?] | Variação demográfica do município entre 1991 e 2004[carece de fontes?] |
| ---------------------------------------------------------------------- | ---------------------------------------------------------------------- | ---------------------------------------------------------------------- | ---------------------------------------------------------------------- |
| 1991                                                                   | 1996                                                                   | 2001                                                                   | 2004                                                                   |
| 855                                                                    | 850                                                                    | 822                                                                    | 863                                                                    |